# Neorosacea arabiana
Neorosacea arabiana är en nässeldjursart som först beskrevs av Grace Odel Pugh 2002.  Neorosacea arabiana ingår i släktet Neorosacea och familjen Prayidae. Inga underarter finns listade i Catalogue of Life.